# 스포캔군
스포캔군 또는 스포캔 카운티(Spokane County)는 미국 워싱턴주에 위치한 군이다. 2010년 기준으로 이 지역의 인구 수는 총 471,221명, 2019년 추산으로는 522,798명이다. 이는 워싱턴주의 카운티 중 네번째로 인구가 많은 것이다. 가장 인구가 많은 도시는 스포캔으로, 스포캔군의 군청 소재지이기도 하다. 스포캔은 워싱턴주의 도시 중에서 시애틀 다음으로 인구가 많다.

## 인구
| 인구조사                                                    | 인구    | Note  | %±     |
| ----------------------------------------------------------- | ------- | ----- | ------ |
| 1860년                                                      | 996     |       | —      |
| 1870년                                                      | 2,000   |       | 100.8% |
| 1880년                                                      | 4,262   |       | 113.1% |
| 1890년                                                      | 37,487  |       | 779.6% |
| 1900년                                                      | 57,542  |       | 53.5%  |
| 1910년                                                      | 139,404 |       | 142.3% |
| 1920년                                                      | 141,289 |       | 1.4%   |
| 1930년                                                      | 150,477 |       | 6.5%   |
| 1940년                                                      | 164,652 |       | 9.4%   |
| 1950년                                                      | 221,561 |       | 34.6%  |
| 1960년                                                      | 278,333 |       | 25.6%  |
| 1970년                                                      | 287,487 |       | 3.3%   |
| 1980년                                                      | 341,835 |       | 18.9%  |
| 1990년                                                      | 361,364 |       | 5.7%   |
| 2000년                                                      | 417,939 |       | 15.7%  |
| 2010년                                                      | 471,221 |       | 12.7%  |
| 2019 (추산)                                                 | 522,798 | [ 2 ] | 10.9%  |
| US Decennial Census 1790–1960 1900–1990 1990–2000 2010–2019 |         |       |        |